# Alan Gardiner
Alan Henderson Gardiner (Eltham (Londen), 29 maart 1879 – Oxford, 19 december 1963) was een vooraanstaand Engels egyptoloog. 

## Biografie
Al vanaf jongs af aan was Alan Gardiner geïnteresseerd in het Oude Egypte. In Parijs ging hij studeren bij Gaston Maspero en uiteindelijk kwam hij terecht in Oxford, waar hij Hebreeuws en  Arabisch ging studeren. In 1904 publiceerde Alan Gardiner zijn eerste artikel over het Oude Egypte.
Tot zijn belangrijkste publicaties behoort de in 1927 verschenen Egyptian Grammar: Being an Introduction to the Study of Hieroglyphs, die de taal en het schrift in het Oude Egypte behandelt en tot op de dag van vandaag in de 3de editie (1957) als een standaardwerk geldt.
Alan Gardiner werd geridderd in 1948. Hij overleed in 1963 in zijn huis in Oxford.

## Selectie van publicaties
- Gardiner, Alan Henderson (Sir) (1927), Egyptian Grammar: Being an Introduction to the Study of Hieroglyphs, Oxford University Press, Oxford, (3de editie (1957) ISBN 0-900416-35-1)